# 雷吉·李
雷吉·李（Reggie Lee, 1975年10月4日—）是一名菲律賓裔美國演员。

## 生平
曾在《越狱》当中扮演特工比利·金，也曾出演过《加勒比海盗》系列中的两部电影以及在电影《速度与激情》当中扮演了Lance Nguyen；他还在NBC电视剧《不明身份的人》中饰演角色汤姆。目前他在NBC电视剧《格林》中扮演吴警长。